# Canódromo Balear

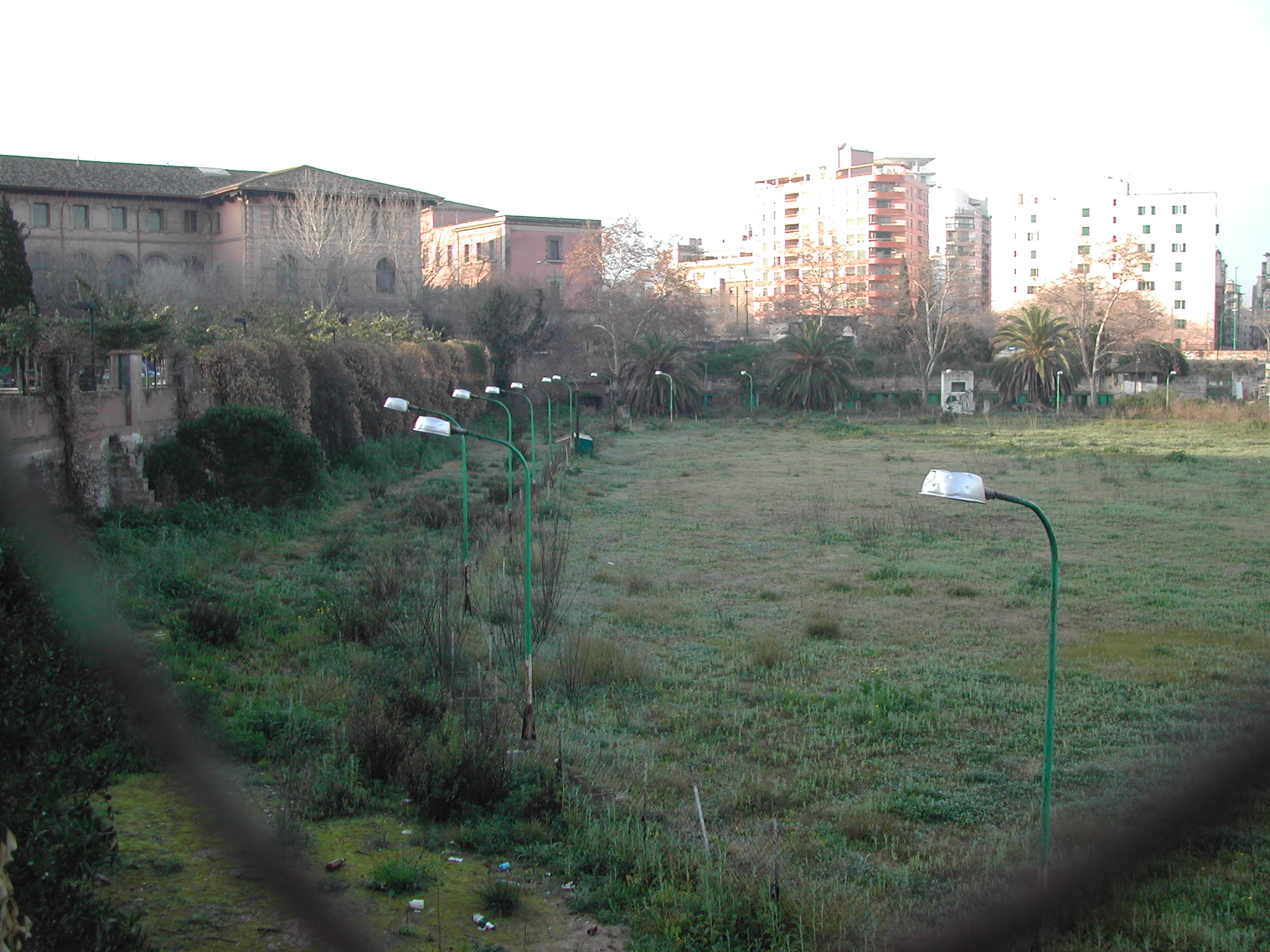
Vista actual del Canódromo

El Canódromo Balear es un recinto deportivo de Palma (Islas Baleares, España) dedicado originalmente a las carreras de galgos. Fue construido en 1932 por iniciativa privada y estuvo en activo hasta 1999, en que quedó sin uso y abandonado. Actualmente es de titularidad municipal y fue reconvertido en zona verde como parte integrante del Bosque Urbano de Palma.

## Historia
Las carreras de galgos llegaron a Mallorca en 1931, impulsadas por la sociedad Club Deportivo Galguero Balear. Ante la falta de un terreno adecuado se celebraron inicialmente en el hipódromo entonces existente en el barrio de Buenos Aires de la ciudad. Poco después, y ante el éxito conseguido, dicha sociedad adquirió los terrenos denominados Ses Parellades Baixes, situados en el actual barrio de Es Fortí. La instalación fue inaugurada el 13 de junio de 1932. Entre otras pruebas, el recinto acogió el Campeonato de España en siete ocasiones (1943, 1951, 1956, 1971, 1980, 1989 y 1991) y un campeonato europeo (1956). El Campeonato de España de 1991 fue uno de los últimos eventos destacados que acogió la instalación.
El recinto estuvo operativo hasta su cierre definitivo, el 30 de marzo de 1999 y fue el penúltimo canódromo de España en cesar su actividad. El último fue el Canódromo Meridiana de Barcelona, cerrado en 2006.

## Conversión en zona verde
Desde los años 90 el Ayuntamiento de Palma planeaba la construcción de una extensa zona verde en el torrente de sa Riera denominada sa Falca Verda (la Cuña Verde). Para ello, en agosto de 1996 se iniciaron los trámites de expropiación por el Ayuntamiento de Palma y en 2008 se procedió a demoler las instalaciones; desde entonces tan solo quedaban en pie el solar y el trazado de la antigua pista, así como el muro y las entradas al recinto. El diseño del parque contemplaba la desaparición del Canódromo, pero los recursos judiciales presentados por otros propietarios de solares afectados y la tardanza en su resolución hicieron que solo se llevase a cabo una parte del parque, inaugurada en 2007, que no afectaba al recinto, dejándose el resto para una fase posterior.
Posteriormente, en 2015 el proyecto pendiente de sa Falca Verda que afectaba al Canódromo fue descartado y sustituido por otro diseño que mantenía los pocos vestigios que aún quedan en pie de la instalación (el dibujo de la pista, muros y entradas), conjuntamente con el solar anejo del antiguo Velódromo de Tirador: el denominado Bosque Urbano de Palma. El proyecto preveía recuperar los vestigios de la antigua acequia de la Font de la Vila, infraestructura de época musulmana construida para abastecer de agua la antigua ciudad medieval. Las obras del Bosque Urbano empezaron el 27 de julio de 2018 y se preveía que durasen doce meses. Sin embargo, las obras sufrieron repetidos atrasos y percances que aplazaron su inauguración como zona verde, hasta que fue abrió oficialmente el 29 de julio de 2022.